# Wasilij Tołstikow
Wasilij Siergiejewicz Tołstikow ros. Васи́лий Серге́евич То́лстиков (ur. 6 listopada 1917 w Tule, zm. 29 kwietnia 2003 w Moskwie) – radziecki i rosyjski polityk, dyplomata, członek KC KPZR (1961-1981).
W 1940 ukończył studia w Instytucie Inżynierii Transportu Kolejowego w Leningradzie, 1941-1946 służył w Armii Czerwonej, podczas II wojny światowej walczył m.in. w Karelii, wojnę zakończył w randze starszego porucznika na terytorium Austrii. 
1945-1946 w radzieckich wojskach okupacyjnych w Niemczech, 1946-1952 w organizacjach budowlanych w Leningradzie. W 1948 wstąpił do WKP(b), od 1952 był funkcjonariuszem partyjnym w Leningradzie i obwodzie leningradzkim. 1957-1960 I zastępca przewodniczącego Komitetu Wykonawczego Rady Miejskiej w Leningradzie. Sekretarz, od 13 października 1960 do 3 maja 1962 II sekretarz, a od 3 maja 1962 do stycznia 1963 I sekretarz Komitetu Obwodowego KPZR w Leningradzie. Od 31 października 1961 do 23 lutego 1981 członek KC KPZR, od 23 listopada 1962 do 8 kwietnia 1966 członek Biura KC KPZR ds. Rosyjskiej FSRR, równocześnie od 7 grudnia 1962 do 18 stycznia 1963 przewodniczący Biura Organizacyjnego Komitetu Obwodowego KPZR w Leningradzie ds. Produkcji Przemysłowej i od 18 stycznia 1963 do 15 grudnia 1964 I sekretarz Przemysłowego Komitetu Obwodowego KPZR w Leningradzie. Od 15 grudnia 1964 do 16 września 1970 ponownie I sekretarz Komitetu Obwodowego KPZR w Leningradzie. Od 16 października 1970 do 24 lipca 1978 ambasador nadzwyczajny i pełnomocny ZSRR w Chinach, a od 1 lutego 1979 do 3 czerwca 1982 w Holandii. Od 1982 na emeryturze. Deputowany do Rady Najwyższej ZSRR (1962-1974), członek Prezydium Rady Najwyższej ZSRR (1961-1971). Od 1992 działacz Komunistycznej Partii Federacji Rosyjskiej.

## Odznaczenia
- Order Lenina (czterokrotnie)
- Order Rewolucji Październikowej (1987)
- Order Wojny Ojczyźnianej I klasy (dwukrotnie - 1945 i 1985)
- Order Wojny Ojczyźnianej II klasy (1944)
- Order Czerwonej Gwiazdy (1944)
- Medal „Za obronę Leningradu”